# Георги Попиванов (общественик)
Вижте пояснителната страница за други личности с името Георги Попиванов.
Хаджи Георги Попиванов, известен още и като Хаджи Георги Йоаниди (изписване до 1945 година: Георги попъ Ивановъ), е изтъкнат български възрожденски общественик, просветен деец и участник в църковно-националните борби на българите в Източна Македония.

## Биография
Роден е през 1844 година в драмското село Волак, тогава в Османската империя. Учи при известния учител Георги Зимбилев, а по-късно следва в Атина. В годините 1868 – 1874 е учител в село Просечен, Драмско, където първоначално преподава на гръцки език. От 1870 година започва да въвежда български език в училището и църквата.
Активно работи за църковна независимост. През декември 1869 година участва в Народния събор в Гайтаниново, на който се отхвърля върховенството на Цариградската патриаршия. Застава начело на българската община в Просечен и повежда борбата срещу гърцизма в Драмско.
През 1873 година Попиванов е един от инициаторите за основаване на учителско дружество „Просвещение“ в Неврокоп. Той подпомага финансово дружество със сумата от 350 гроша. През септември 1874 година той е избран за негов писар-секретар и съставя устава му. В годините 1876 – 1878 е подложен на гонения от властите и е хвърлен в драмския затвор след клевети на владиката Герман Драмски.
По-късно започва да се занимава с търговия на тютюн, адвокатство и други. Преселва се в град Драма. През 1893 година Атанас Шопов, описвайки демографското състояние на града, пише за него:
| „ | Единственият по-състоятелен български търговец, който има крупна търговия с тютюни, е Хаджи Георги от Просечен; той върти тютюнева търговия с Одеса и София, дето има в съдружие особни търговски къщи. Г-н Хаджи Георги е бил в младостта си български учител по тия места. | “ |

Мюдюрът на Просечен Тахсин Узер определя в спомените си българина хаджи Георги и неговия син Ванчо като „много скъпоценни приятели“.
Почива през май 1905 година в Драма и е погребан в Просечен. На 12 юни същата година, гръцките свещеници в Драма произнасят от амвоните на църквите проклятие върху синовете му. На 15 срещу 16 юни група местни гъркомани оскверняват гроба му, като го разкопават и се опитват да извадят тялото на покойника. Наредено е повторно заравяне на тленните останки.
Със завещаните от него парични средства в 1905 година е построена училищна сграда.
Георги Попиванов е съпруг на Ангела Хаджигеоргиева и баща на Илия Хаджигеоргиев.